# 刚毛葶苈
刚毛葶苈（学名：Draba setosa），为十字花科葶苈属下的一个植物种。